# Gorodishchensky (huyện của Vlogograd)
Huyện Gorodishchensky (tiếng Nga: ? райо́н) là một huyện hành chính tự quản (raion), của Tỉnh Volgograd, Nga. Huyện có diện tích 2477 kilômét vuông, dân số thời điểm ngày 1 tháng 1 năm 2000 là 54000 người. Trung tâm của huyện đóng ở Gorodishe.